# Рыбник (река)
Рыбник (укр. Рибник) — река в Дрогобычском районе Львовской области Украины. Правый приток реки Стрый (бассейн Днестра).
Длина реки 3,6 км (вместе с Рыбником Майданским — 22,6 км), площадь бассейна 159 км². Типично горная река. Долина узкая, частично покрыта лесами. Пойма в основном односторонняя. Русло слабоизвилистое, с каменистым дном и перекатами. Характерны паводки после сильных дождей и во время оттепели.
Образуется слиянием рек Рыбник Майданский и Рыбник Зубрица в северной части села Майдан. Течёт между горами Сколевских Бескидов на север, в приустьевой части — на северо-восток. Впадает в Стрый в северо-восточной части села Рыбник.